# پرنس جرج، بریتیش کلمبیا
پرنس جرج یا پرینس جورج (به انگلیسی: Prince George) نام بزرگ‌ترین شهر شمال بریتیش کلمبیای است که به نام پایتخت شمالی بریتیش کلمبیا نیز شناخته می‌شود.

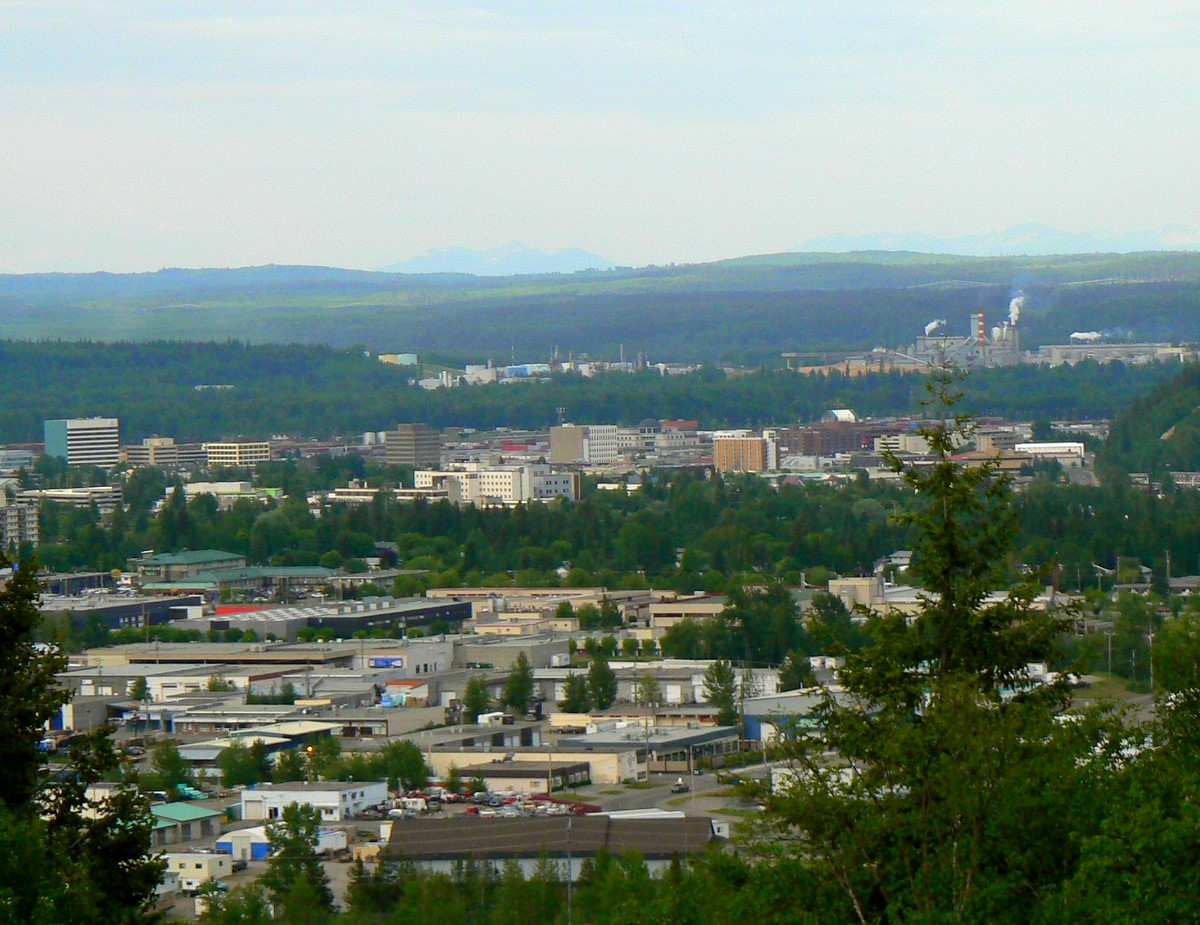
نمایی از شهر پرنس جرج

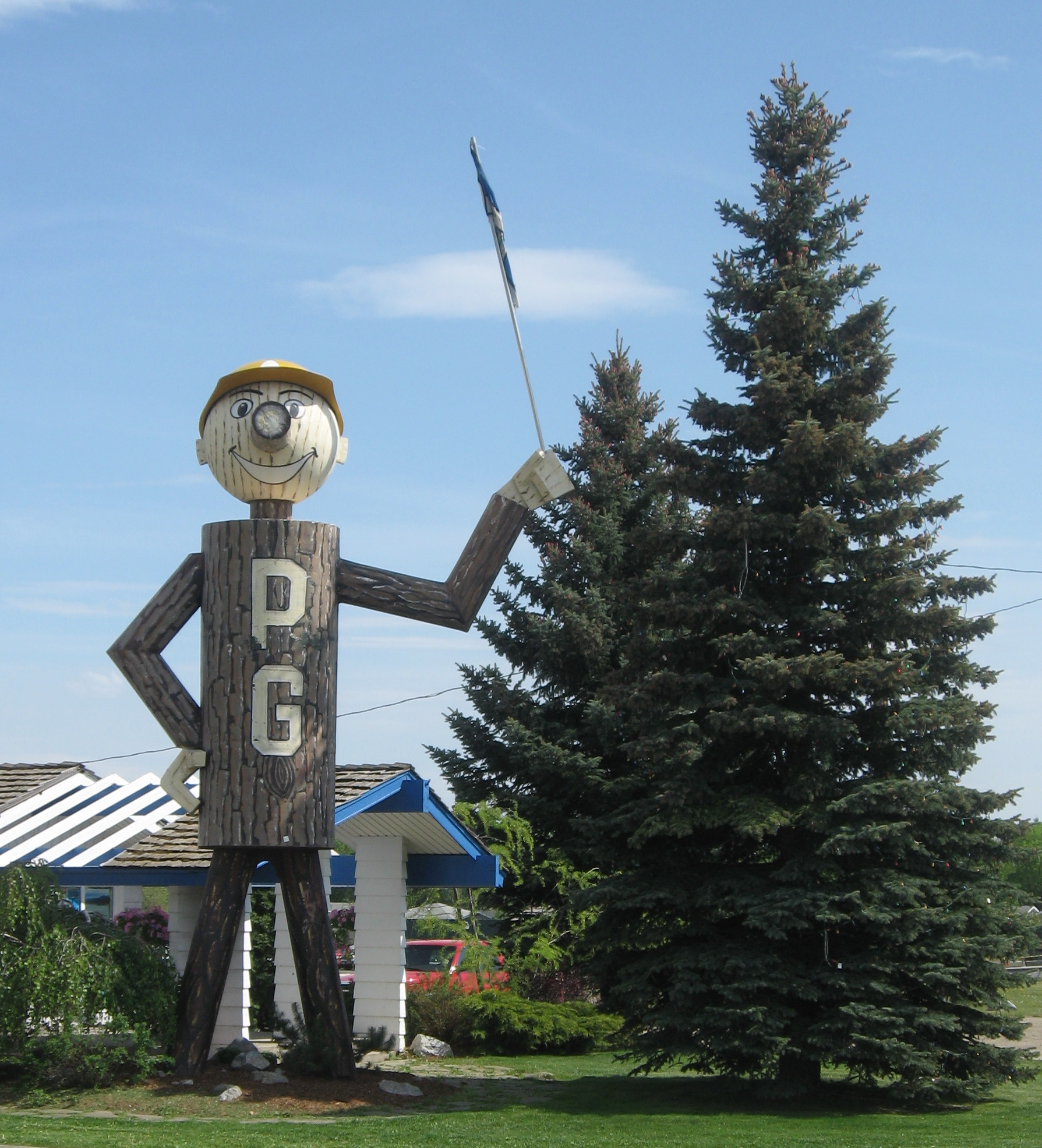
آقای پی‌جی نماد شهر پرنس جرج

این شهر در هم‌ریزگاه دو رود فریزر و نچاکو و در تقاطع بزرگراه ۹۷ کانادا (بزرگراه کاریبو) و بزرگراه ۱۶ کانادا (بزرگراه یلوهد) جای گرفته است.
سرآغاز این شهر به پایگاه فورت جرج مبادله پوست و خز شرکت نورث وست بازمی‌گردد که در سال ۱۸۰۷ به دست سایمون فریزر پایه‌گذاری و به افتخار پادشاه جورج سوم پادشاهی متحد بریتانیای کبیر و ایرلند، بدین نام خوانده شد.